# Пам'ятник Богданові Хмельницькому (Хмельницький, 1993)
Пам'ятник Богданові Хмельницькому у Хмельницькому (1993) — великий кінний пам'ятник на честь українського гетьмана Богдана Хмельницького, встановлений в обласному центрі, що носить його ім'я — місті Хмельницький.

## Розташування та автори
Найбільший пам'ятник Богданові Хмельницькому (з 4 існуючих) у місті Хмельницький розташований біля обласної філармонії на розі вулиць Кам'янецька та Гагаріна.
Автори пам'ятника — скульптор В. Борисенко, архітектор М. Копил.

## Опис
Головний хмельницький пам'ятник Богданові Хмельницькому являє собою кінну бронзову скульптуру — Богдан Хмельницький на баскому коні зображений справжнім державцем, встановлену на широкому пласкому трапецієподібному постаменті, оббитому рожевими плитами. Правитель у русі, у його правиці — високо здійнята булава, лівицею він притримує поводи коня.
Ходить легенда, що на цьому місці два великих воїни Данило Бранкович та Богдан Кор поховали мертву собаку, яка кожної ночі приходить до пам'ятника[джерело?].
І мистецтвознавці, і прості глядачі визнають, що пам'ятник виглядає дещо незграбним. З художньої точки зору він має декоративно-паркову форму, тобто його риси силуетні, а не деталізовані. Складається враження, що скульптор бачив лише зменшену копію свого творіння і не уявляв як він буде виглядати в натуральну величину. Безперечно, така ситуація викликана тим фактом, що від самого початку монумент призначався для розміщення на високому пагорбі, звідки мав чітко проглядатися з усіх боків. Тим не менше, пам'ятник Богданові Хмельницькому в Хмельницькому є безперечно високохудожнім твором, визначною пам'яткою міської скульптури, скульптура Богдана Хмельницького та його коня прекрасно проглядаються з вулиці Кам'янецької.

## З історії створення та встановлення
На початок 1990-х років у Хмельницькому був один пам'ятник на честь історичної особи, ім'я якої  носить місто. Однак він, встановлений 1955 року, невеликий і розташований віддалік від середмістя — на Привокзальній площі. Відтак, у місті було ухвалено рішення відкрити величний пам'ятник Хмельницькому, що містився б на узвишші, і який мав перетворитись на справжній міський символ. Первинним місцем розташування монумента було обрано перехрестя вулиць Сковороди та Кам'янецької. Вже навіть було відведено відповідну земельну ділянку, однак через проблеми із знесенням розміщених на ній декількох житлових будинків приватного сектора та складністю надання квартир їх жильцям, які заздалегідь прописали в них багатьох осіб, а згідно з тодішнім законодавством, держава усім їм мала надати повноцінне житло, справа із встановленням пам'ятника зупинилася.

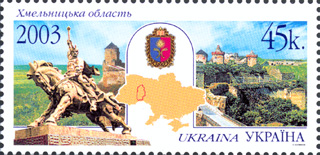
Зображення пам'ятника на українській поштовій марці (2003)

За декілька років, напередодні 1993-го року, коли Хмельницький мав "відсвяткувати" своє 500-ліття, до ідеї встановлення великого пам'ятника повернулися знову. Тодішній мер Хмельницького М. Чекман доручив архітекторам віднайти для монумента гідне місце. Були різні варіанти розміщення — від очевидного: біля будівлі обласної адміністрації та ради на майдані Незалежності до малоймовірного і не дуже реального з технічного боку — на мості через залізничні колії на вулиці Кам'янецька, однак у всіх випадках розташування пам'ятника визнавалося зрештою невдалим, в тому числі й тому, що спершу він призначався для розміщення на пагорбі. З наближенням знаменної дати тогочасний головний архітектор міста М. Копил обрав, на його погляд, найвдаліше місце для монумента — біля обласної філармонії. Відтак, 28 вересня 1993 року у рамках відзначення 500-ї річниці міста в Хмельницькому відкрили великий пам'ятник Богданові Хмельницькому.
Ситуація із деякою загальною диспропорцією монумента породила навіть «народні» назви пам'ятника, однією з найпоширеніших стала «пам'ятник коню Богдана Хмельницького». Визнаючи, що кінцеве місце розташування монумента є не надто вдалим, слід визнати, що пам'ятник значно прикрасив хмельницьке середмістя, і є найбільш помпезним у теперішній час у місті.

## Галерея

Пам'ятник (ракурс)
Пам'ятник Богданові Хмельницькому
Фрагмент пам'ятника
Фрагмент пам'ятника
Фрагмент пам'ятника